# Filialkirche Görtschach

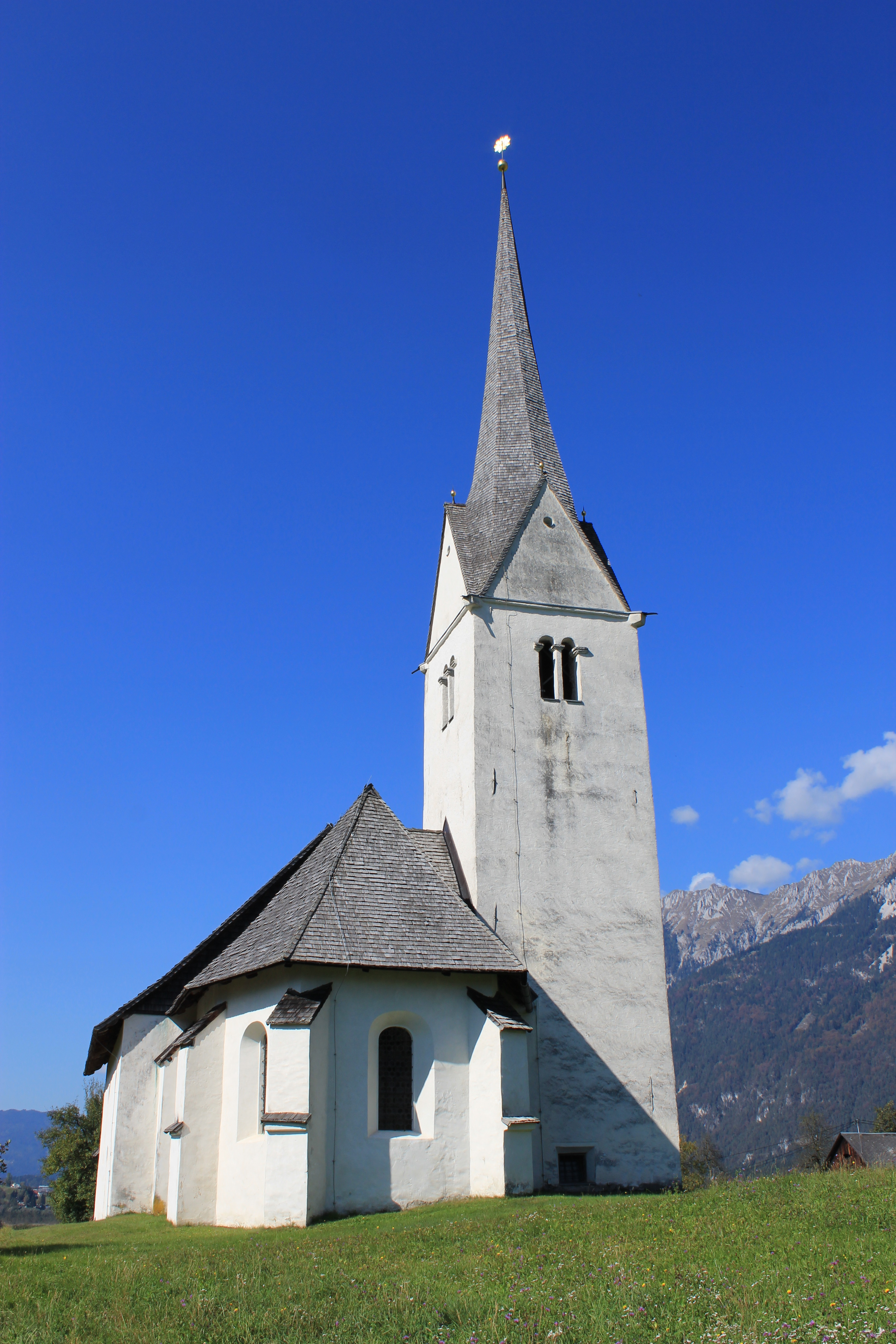
Filialkirche hl. Heinrich in Görtschach

Die Filialkirche Görtschach in der Gemeinde Hermagor ist dem heiligen Heinrich geweiht. Die Kirche gehört zur römisch-katholischen Pfarre Förolach. Sie wurde 1478 erstmals urkundlich erwähnt.

## Baubeschreibung
Das spätgotische Gotteshaus besteht aus einem barockisierten, zweiachsigen Langhaus und einem einjochigen Chor mit Dreiachtelschluss, der von vier einfach abgetreppten Strebepfeilern gestützt wird. Der mit einem Spitzgiebelhelm bekrönte Turm an der Nordseite besitzt im Untergeschoß quadratische Fenster mit abgefaster Laibung, darüber Mauerschlitze und Biforienschallfenster sowie an den Ecken Wasserspeier. An der Südseite des Langhauses befindet sich ein spitzbogiges, abgefastes Seitenportal. Die Fenster an Chor und Langhaus sind rundbogig. Das spitzbogige, abgefaste Westportal wird durch eine Pfeilervorhalle in Schiffbreite geschützt.
Im flachgedeckten Langhaus steht eine hölzerne Empore aus der Barockzeit. Die Deckengemälde aus dem späten 18. Jahrhundert im Langhaus stellen in der Mitte die Aufnahme des heiligen Kaiserpaares Heinrich und Kunigunde in den Himmel dar, umgeben von Szenen aus dem Marienleben. Das Wandgemälde einer Kreuzigung an der Südwand stammt aus dem 18. Jahrhundert. Ein tief herabgezogener, spitzbogiger Triumphbogen verbindet das Langhaus mit dem Chor. Über dem Chor erhebt sich ein Tonnengewölbe mit Stichkappen. Ein Rundbogenportal an der Chornordwand bildet den Zugang zur Sakristei im Turmerdgeschoß.

## Einrichtung
Der um 1670 entstandene Hochaltar besteht aus einem Triumphbogen über einem kleinen Sockel, aus einem Segmentgiebel, darüber einer kleinen Ädikula mit gesprengtem Dreiecksgiebel als Aufsatz sowie reiches Beschlag- und Knorpelwerk an den Säulen, an den seitlichen Ohren und am Aufsatz. Die Mittelfigur stellt wohl den heiligen Heinrich dar, die Seitenfiguren die Heiligen Eligius (?) und Martin. Im Aufsatz steht die Statue des heiligen Josef, die Bekrönung bildet eine Figur des Erzengels Michael.
Die beiden Seitenaltäre vom Ende des 17. Jahrhunderts sind mit Reliefs von 1900 ausgestattet. Dargestellt sind Mariä Himmelfahrt und das Martyrium des Apostels Bartholomäus. Die Kanzel aus der zweiten Hälfte des 18. Jahrhunderts trägt an der Brüstung die Figur des Guten Hirten.